# Santa Magdalena Jicotlán
Santa Magdalena Jicotlán falu és község Mexikó Oaxaca államában, Mixteca régióban, Coixtlahuacan körzetben. A 2010-es adatok szerint ez Mexikó legkisebb lakosságú községe: mindössze 93-an lakják. A község területe azonban nem egyértelmű: a Mexikói Községek Enciklopédiája szerint 48,48 km², a Sistema Nacional de Información Municipal adatbázisa szerint 26,77 km², a Mexikói Statisztikai Hivatal (INEGI) szerint pedig 33,81 km².

## A falu
A községben két lakott helyet tartanak számon: a 93 lakó közül 1 a Barrio San Miguel nevű helyen él, 92 pedig magában Santa Magdalena Jicotlán faluban. A falu az állam északnyugati részén fekszik a Déli-Sierra Madre hegységben, 34 ház áll benne. A falu mintegy 2200 méterrel fekszik a tengerszint felett, tőle keletre emelkedik a Jicote nevű csúcs, délre pedig a Muralla és az Amarillo. A falutól délre folyik a Cruz folyó, melybe egy patak is torkollik, amely azonban csak esős időszakokban szállít vizet.
A környék talaja meszes cambisol típusú, ez nem igazán kedvez a növénytermesztésnek, kizárólag trágyázás esetén. Ennek ellenére a falu lakói mégis főként mezőgazdaságból élnek, többen pálmakalapokat készítenek. Legkedveltebb italaik a pulque és a champurrado. A falu fő ünnepe Mária Magdolna napja, július 22-e.

## Népesség
A község lakossága az országos folyamatokkal ellentétben csökken: ennek oka az elvándorlás. A változásokat szemlélteti az alábbi táblázat:
| Év   | Lakosság |
| ---- | -------- |
| 1990 | 157      |
| 1995 | 121      |
| 2000 | 109      |
| 2005 | 102      |
| 2010 | 93       |

A lakosság vallása katolikus, bennszülött nyelveket nem beszélnek.

## Története
Nevében a Jicotlán szó a navatl nyelvből ered: a xicatl jelentése darázs, a tlan jelentése hely, így a község nevének jelentése: Szent Magdolna Darazsak Helye.
A község területe egykor a szomszédos San Mateo Tlapiltepec területéből vált le: 1929 és 1939 között gyakran dúltak viták a pontos határokról.

## Látnivalók
A faluban egy 18. század közepéről származó barokk templom áll (Mária Magdolnának szentelve), benne értékes ezüst- és aranykincseket őriznek.